# أحمد بن إسماعيل العباسي
أحمد بن إسماعيل بن علي بن عبد الله بن العباس، هو قائد عباسي، وحاكم إقليمي نشط في أواخر القرن الثامن وأوائل القرن التاسع الميلادي. ووالي مصر من سنة 187 إلى 189هـ.

## نسبه وسيرته
هو أحمد بن إسماعيل بن علي بن عبد الله بن عباس بن عبد المطلب بن هاشم بن عبد مناف بن قصي بن كلاب بن مرة بن كعب بن لؤي بن غالب بن فهر بن مالك بن النضر بن كنانة بن خزيمة بن مدركة بن إلياس بن مضر بن نزار بن معد بن عدنان.
هو ابن إسماعيل وحفيد علي بن عبد الله بن العباس، وابن عم الخليفتين العباسيين السفاح والمنصور. في خلافة المهدي ولى الموصل سنة 165 هـ حتى 168 هـ (781-785)م ثم أصبح والي المهدي الأخير على مكة. وفي عهد هارون الرشيد تولى مكة مرة أخرى، وكما ولى اليمن 182 هـ/797م.
في عام 187 هـ/ 803م ولى إمرة مصر عَلَى صلاتها، فدخلها يوم الإثنين 25 جمادى الآخرة سنة 187 هـ، فجعل عَلَى شُرَطه مُعاوية بْن صُرَد، وأثناء فترة توليه تلقى نداءً من حاكم إفريقية إبراهيم بن الأغلب للمساعدة في إخماد الاضطرابات في منطقة طرابلس. وبقي في مصر ختى عُزِلَ يوم الإثنين 18 شعبان سنة 189 هـ/805م، ولِيَها سنتين وشهرًا ونصفًا. وحل محله عبد الله بن محمد العباسي.